# Elijah Muhammad
Elijah Muhammad (født 7. oktober 1897, død 25. februar 1975) var leder af den religiøse forening Nation of Islam fra 1934 til sin død. I Nation of Islam arbejdede han sammen med blandt andet Malcolm X og senere Muhammad Ali.